# Manuscrit de Göttingen
Le Manuscrit de Göttingen ou de Gœttingue est un ouvrage manuscrit sur parchemin de trente-trois pages écrit en latin et traitant du jeu d'échecs . Sa date d'écriture est inconnue. Les dates données par les historiens vont de 1471-1473 à 1510-1515, ce qui en fait, avec le traité de Lucena, un des premiers livres présentant les « échecs modernes » avec les règles nouvelles apparues au XVe siècle. Son auteur est inconnu et il est souvent attribué à Lucena qui l'aurait écrit vers 1485,.
Le manuscrit a été découvert à l'université de Göttingen vers 1869 par le professeur Oesterley.